# Dolichopoda geniculata
Dolichopoda geniculata — вид прямокрилих комах родини рафідофоріди (Rhaphidophoridae). Вид є
троглодитом, тобто постійним мешканцем печер.

## Опис
Безкрилі коники світло-коричневого забарвлення, краї переднеспинки та грудей темно-коричневі. Має дуже довгі кінцівки. Обидві статі мають тонкі та волохаті церки. Тіло завдовжки 20-23 мм, яйцеклад 13-15 мм.

## Поширення
Ареал виду знаходиться у Центральній Італії на південь від Риму. Вважався ендеміком Італії поки у 2010 році цього коника не знайшли у невеликій печері у Швейцарії.